# L’Isle-de-Noé
L’Isle-de-Noé (früher: L’Isle-Arbéchan; gaskognisch: L’Isla) ist eine französische Gemeinde mit 543 Einwohnern (Stand: 1. Januar 2022) im Département Gers in der Region Okzitanien (vor 2016: Midi-Pyrénées). Sie gehört zum Arrondissement Mirande und zum Kanton Pardiac-Rivière-Basse.

## Geografie
L’Isle-de-Noé liegt etwa 16 Kilometer westsüdwestlich von Auch an der Mündung der Petite Baïse in die Baïse. Umgeben wird L’Isle-de-Noé von den Nachbargemeinden Mirannes im Nordwesten und Westen, Barran im Norden und Nordosten, Saint-Jean-le-Comtal im Osten, Lamazère im Südosten und Süden, Mouchès im Süden, Estipouy im Süden und Südwesten sowie Montesquiou im Westen.

## Bevölkerungsentwicklung
| Jahr                       | 1962 | 1968 | 1975 | 1982 | 1990 | 1999 | 2006 | 2013 | 2020 |
| Einwohner                  | 537  | 567  | 528  | 564  | 490  | 443  | 515  | 531  | 552  |
| Quellen: Cassini und INSEE |      |      |      |      |      |      |      |      |      |

## Sehenswürdigkeiten
- Kirche Saint-Pierre aus dem 13. Jahrhundert
- Schloss aus dem 18. Jahrhundert
- Reste einer gallorömischen Siedlung
- Mühle

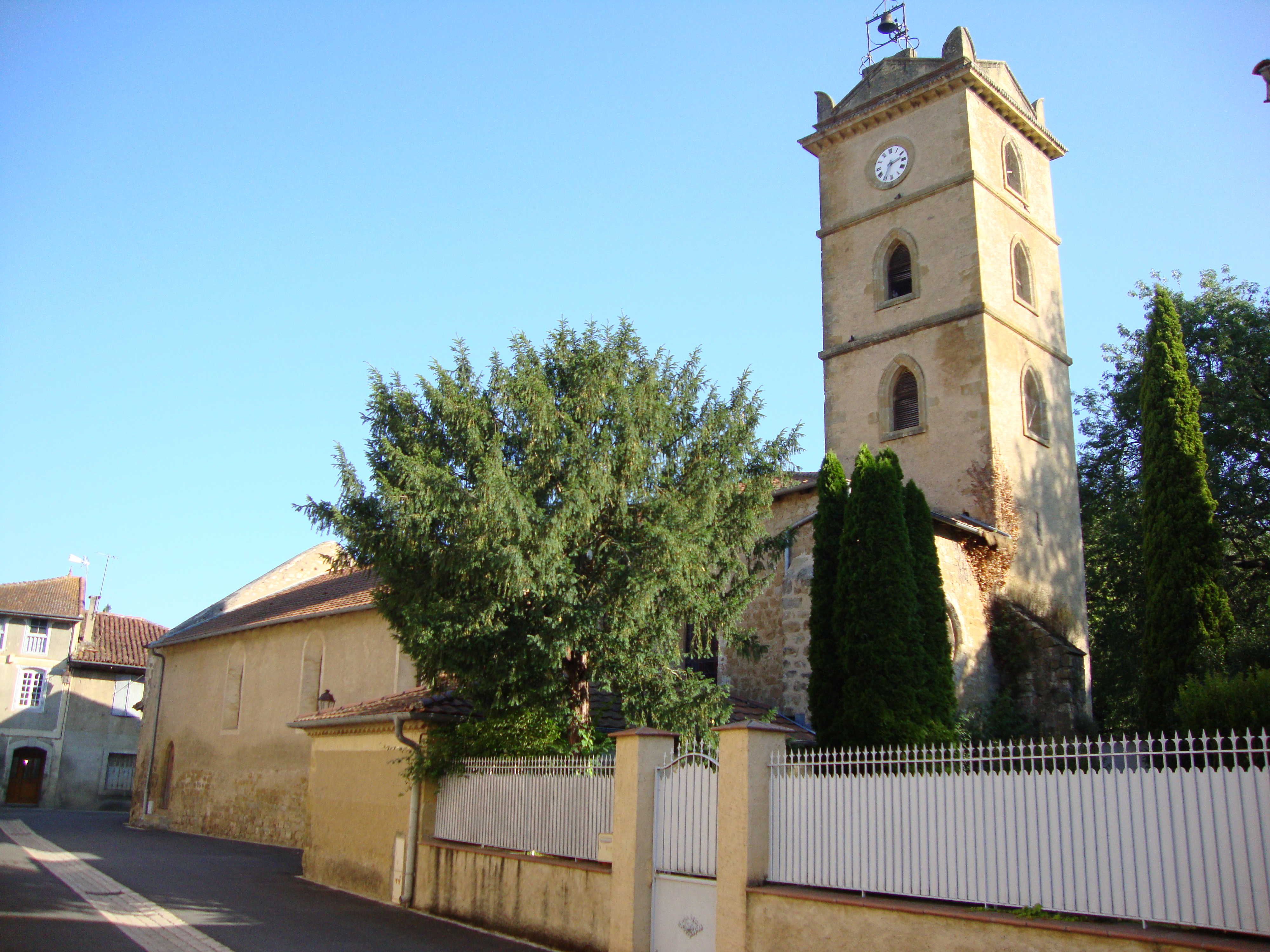
Kirche Saint-Pierre
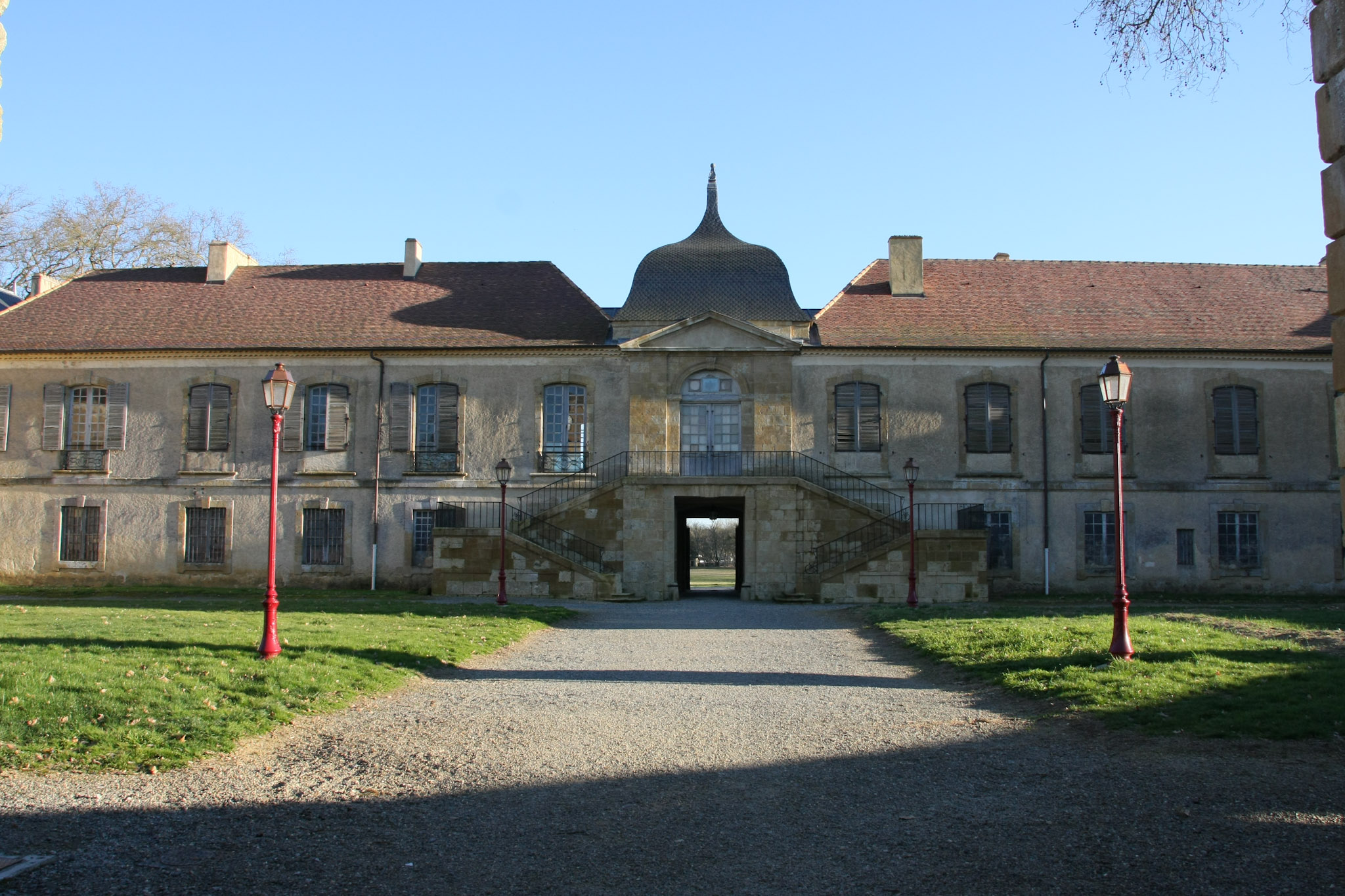
Schloss
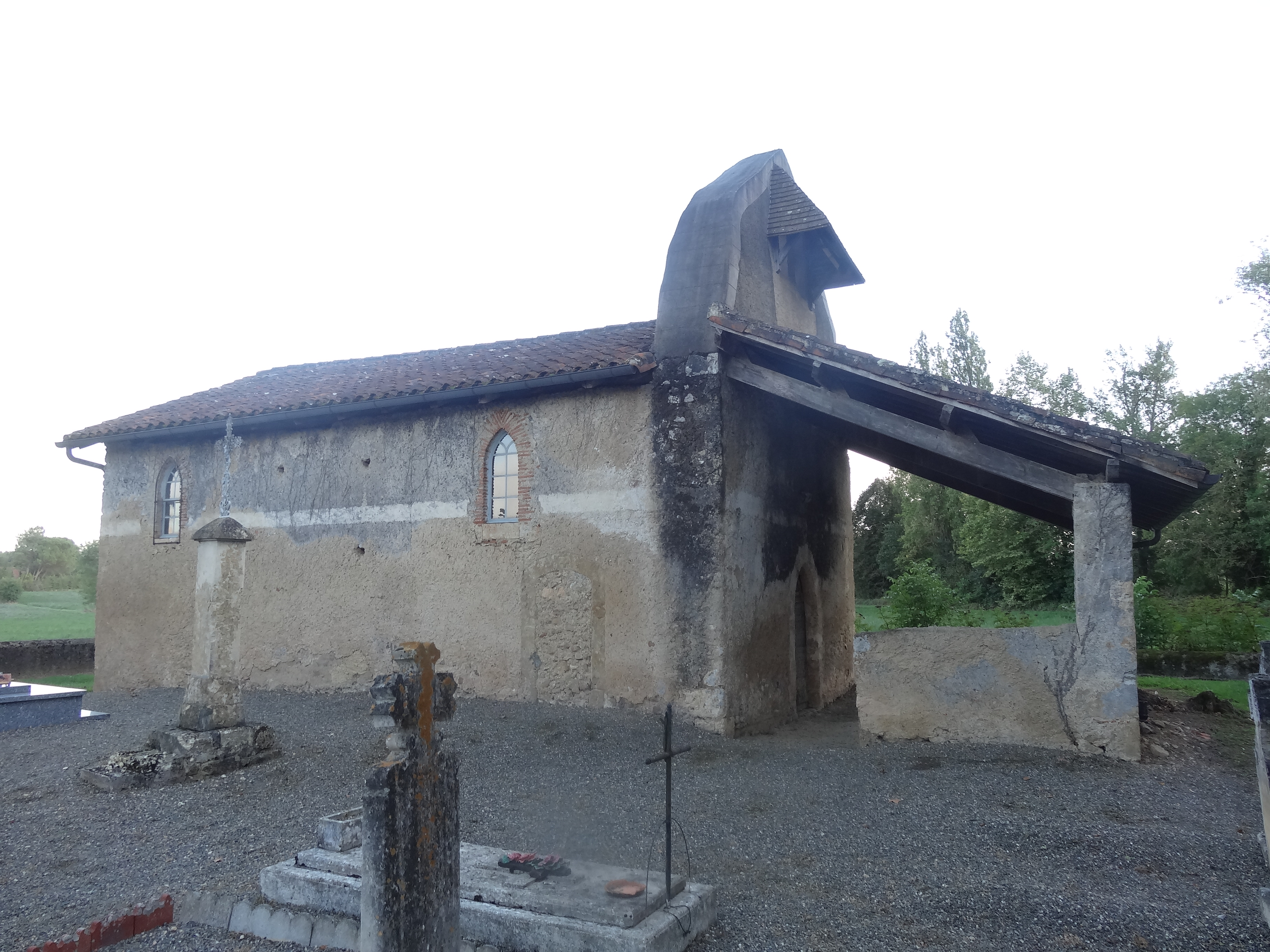
Kirche Carole
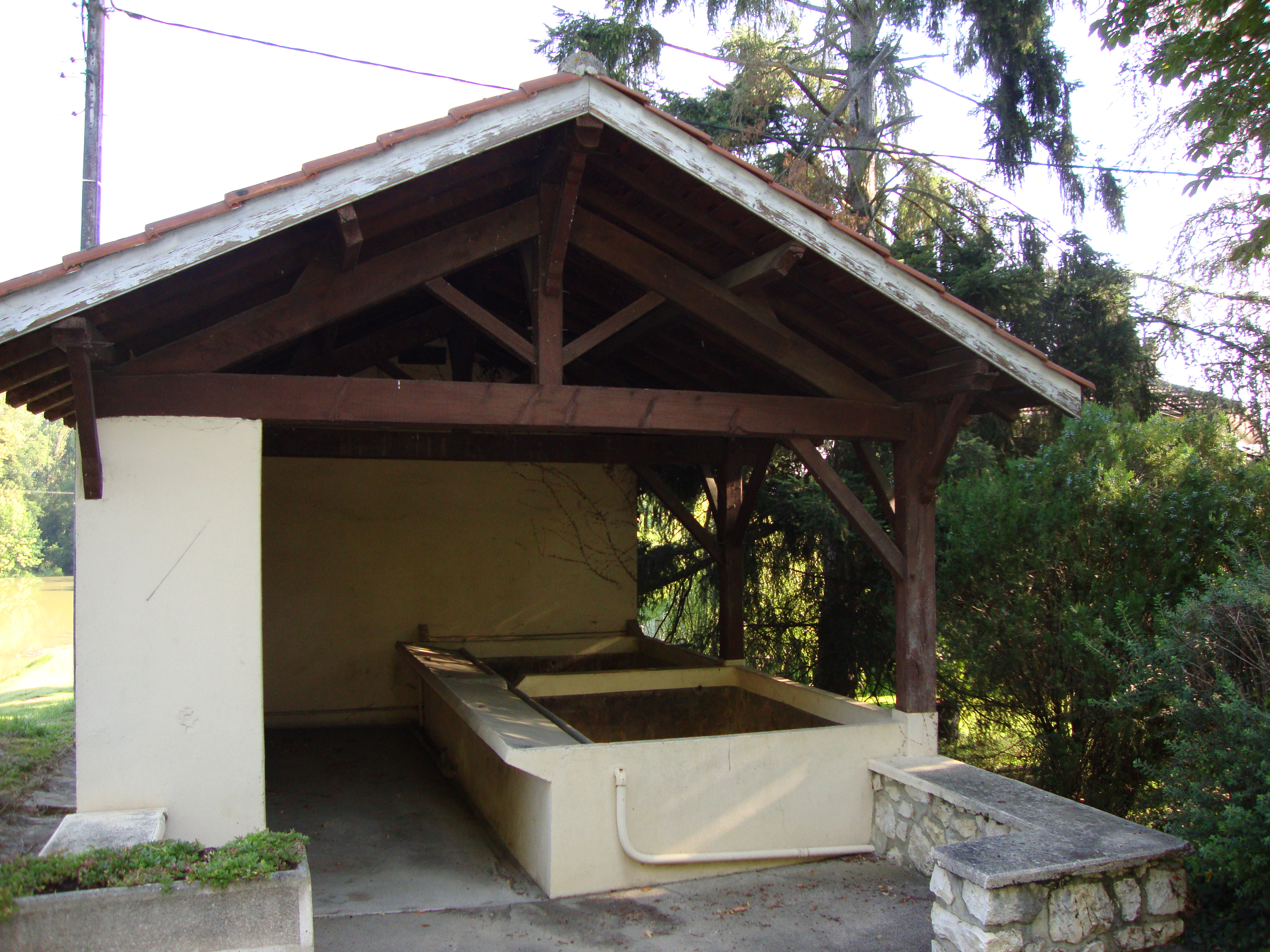
Ehemaliges öffentliches Waschhaus